# Livre-code

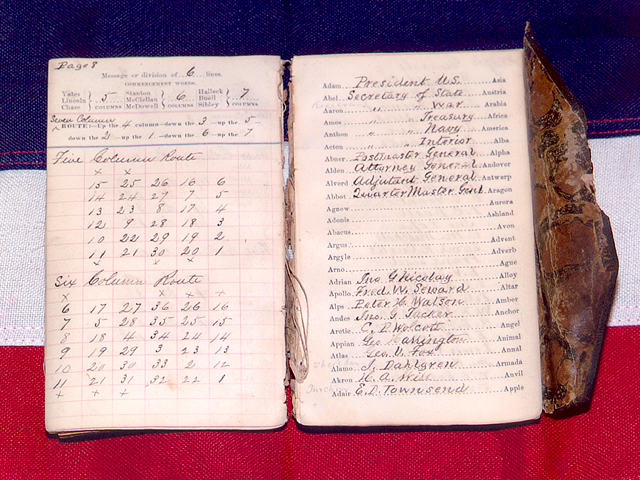
Cipher for Telegraphic Correspondence, un livre-code utilisé par le commis du général unioniste Joseph Hooker.

En cryptographie, un livre-code est un document utilisé pour chiffrer un message. Il contient une large table de correspondance symétrique (utilisée comme clé unique de chiffrement), qui sert à la fois pour coder et décoder.

## Description
La plupart des livres-codes contiennent des listes de symboles, de syllabes, de mots, de paraphrases ou de phrases, chacun associé à un nombre, par exemple. L'envoyeur et le récipient doivent tous deux posséder le même livre-code pour pouvoir à la fois chiffrer et déchiffrer le texte. La distribution physique des livres-codes présente plusieurs difficultés, puisqu'il s'agit de documents géopolitiquement et militairement sensibles. 

## Histoire
Le premier livre-code connu a été publié en 1776 aux États-Unis par Arthur Lee. En 1786, le gouvernement fédéral des États-Unis possédait un livre-code officiel de 1 600 entrées à usage diplomatique.
Le code télégraphique de Sittler a été le plus utilisé en France de 1900 à 1920. Diverses conventions ramènent le code à 100 entrées par page sur 100 pages, numérotées de 00 à 99. Tout code est formé de 4 chiffres, les règles d'enchevêtrement des chiffres des numéros de page et de lignes, et la pagination restant à fixer d'un commun accord entre correspondants, qu'il s'agisse de correspondance familiale, commerciale ou diplomatique.
Au XXIe siècle, les livres-codes ne sont pratiquement plus utilisés, remplacés avantageusement par les algorithmes cryptographiques implantés sur ordinateurs et utilisant des clés numériques bien plus courtes, plus faciles à transmettre entre les utilisateurs autorisés, mais aussi efficace et capables de chiffrer n'importe quel type message (ce qui n'était pas le cas de nombreux livres-codes qui ne disposaient pas toujours des conventions de codage et correspondances nécessaires, ce qui pouvait laisser des parties en clair).
Toutefois des livres-codes modernes sont encore utilisés, avec des tables de correspondances numériques de taille énorme (et complètes pour ne laisser aucune partie en clair) afin de renforcer les algorithmes de chiffrement standards n'ayant pas des longueurs de clé suffisantes, mais leur usage sur les réseaux publics peut être légalement restreint.

## Techniques similaires basées sur un livre du commerce
Au lieu d'un livre-code spécifique il existe aussi des techniques de chiffrement à partir d'un livre du commerce choisi de manière précise et spécifique entre les interlocuteurs. Il est alors facile de se le procurer physiquement. Le code utilise des chiffres qui donnent par exemple une page, une ligne, une position de mot, et éventuellement une position de lettre pour indiquer un élément codé le plus souvent lettre ou mot.